# George Hernandez
George F. Hernandez (Placerville, 6 giugno 1863 – Los Angeles, 31 dicembre 1922) è stato un attore statunitense, attivo nell'epoca del muto. Era sposato con l'attrice Anna Dodge.

## Filmografia parziale

### 1910
- The Sanitarium, regia di Tom Santschi – cortometraggio (1910)

### 1911
- Stability vs. Nobility, regia di Hobart Bosworth – cortometraggio (1911)
- Where There's a Will, There's a Way, regia di Francis Boggs – cortometraggio (1911)
- Told in the Sierras, regia di Francis Boggs – cortometraggio (1911)
- A Sacrifice to Civilization, regia di Hobart Bosworth – cortometraggio (1911)
- The White Medicine Man, regia di Francis Boggs – cortometraggio (1911)
- The Craven Heart, regia di Francis Boggs – cortometraggio (1911)
- The Profligate, regia di Francis Boggs – cortometraggio (1911)
- The Regeneration of Apache Kid, regia di Francis Boggs – cortometraggio (1911)
- Through Fire and Smoke, regia di Francis Boggs – cortometraggio (1911)
- The Heart of John Barlow, regia di Francis Boggs – cortometraggio (1911)
- The Rival Stage Lines, regia di Francis Boggs – cortometraggio (1911)
- Out-Generaled, regia di Francis Boggs – cortometraggio (1911)
- Making a Man of Him, regia di Francis Boggs – cortometraggio (1911)
- Captain Brand's Wife, regia di Francis Boggs – cortometraggio (1911)
- Old Billy, regia di Francis Boggs – cortometraggio (1911)
- The Bootlegger, regia di Hobart Bosworth – cortometraggio (1911)
- The New Superintendent, regia di Francis Boggs – cortometraggio (1911)
- A Spanish Wooing, regia di Frank Montgomery – cortometraggio (1911)
- A Diamond in the Rough, regia di Francis Boggs – cortometraggio (1911)
- The Maid at the Helm, regia di Francis Boggs – cortometraggio (1911)
- The Little Widow, regia di Francis Boggs – cortometraggio (1911)

### 1912
- The Cowboy's Adopted Child, regia di Frank Montgomery – cortometraggio (1912)
- The Peacemaker, regia di Francis Boggs – cortometraggio (1912)
- A Night Out, regia di Hobart Bosworth – cortometraggio (1912)
- The Little Stowaway, regia di Frank Montgomery – cortometraggio (1912)
- A Broken Spur, regia di Frank Montgomery – cortometraggio (1912)
- Disillusioned, regia di Hobart Bosworth – cortometraggio (1912)
- The Danites, regia di Francis Boggs – cortometraggio (1912)
- A Crucial Test, regia di Frank Montgomery – cortometraggio (1912)
- The 'Epidemic' in Paradise Gulch, regia di Frank Montgomery – cortometraggio (1912)
- The Hobo, regia di Hobart Bosworth – cortometraggio (1912)
- A Waif of the Sea, regia di Colin Campbell – cortometraggio (1912)
- Tenderfoot Bob's Regeneration, regia di Frank Montgomery – cortometraggio (1912)
- The End of the Romance, regia di Frank Montgomery – cortometraggio (1912)
- The New Woman and the Lion, regia di Colin Campbell – cortometraggio (1912)
- A Humble Hero, regia di Frank Montgomery – cortometraggio (1912)
- Brains and Brawn, regia di Fred Huntley – cortometraggio (1912)
- The Lost Hat, regia di Frank Montgomery – cortometraggio (1912)
- A Child of the Wilderness, regia di Hobart Bosworth – cortometraggio (1912)
- The Old Stagecoach, regia di Fred Huntley – cortometraggio (1912)
- Goody Goody Jones, regia di Frank Montgomery – cortometraggio (1912)
- The Captain of the 'Nancy Lee', regia di Frank Montgomery – cortometraggio (1912)
- Pansy, regia di Fred Huntley – cortometraggio (1912)
- His Masterpiece, regia di Colin Campbell – cortometraggio (1912)
- The Polo Substitute, regia di Colin Campbell – cortometraggio (1912)
- The Man from Dragon Land, regia di Fred Huntley – cortometraggio (1912)
- The Box Car Baby, regia di Fred Huntley – cortometraggio (1912)
- The Indelible Stain, regia di Colin Campbell – cortometraggio (1912)
- The Substitute Model, regia di Hobart Bosworth – cortometraggio (1912)
- Partners, regia di Colin Campbell – cortometraggio (1912)
- The Great Drought, regia di Colin Campbell – cortometraggio (1912)
- How the Cause Was Won, regia di Fred W. Huntley – cortometraggio (1912)
- Euchred, regia di Colin Campbell – cortometraggio (1912)
- Monte Cristo, regia di Colin Campbell – cortometraggio (1912)
- Her Educator, regia di Lem B. Parker – cortometraggio (1912)
- Carmen of the Isles, regia di Colin Campbell – cortometraggio (1912)
- Shanghaied, regia di Colin Campbell – cortometraggio (1912)
- When Helen Was Elected, regia di Lem B. Parker – cortometraggio (1912)
- The Vintage of Fate, regia di Lem B. Parker – cortometraggio (1912)
- The Millionaire Vagabonds, regia di Lem B. Parker – cortometraggio (1912)
- Sammy Orpheus; or, The Pied Piper of the Jungle, regia di Colin Campbell – cortometraggio (1912)
- Harbor Island, regia di Lem B. Parker – cortometraggio (1912)
- A Pair of Boots, regia di Charles H. France – cortometraggio (1912)

### 1913
- A Black Hand Elopement – cortometraggio (1913)
- The Spanish Parrot Girl, regia di Lem B. Parker – cortometraggio (1913)
- Margarita and the Mission Funds, regia di Lem B. Parker – cortometraggio (1913)
- In the Days of Witchcraft, regia di Fred Huntley – cortometraggio (1913)
- Buck Richard's Bride, regia di Fred Huntley – cortometraggio (1913)
- The Woodfire at Martin's, regia di E.A. Martin – cortometraggio (1913)
- The Fighting Lieutenant, regia di E.A. Martin – cortometraggio (1913)
- The Beaded Buckskin Bag, regia di E.A. Martin – cortometraggio (1913)
- The Trail of Cards, regia di E.A. Martin – cortometraggio (1913)
- Man and His Other Self, regia di Lem B. Parker – cortometraggio (1913)
- As a Father Spareth His Son, regia di Fred Huntley – cortometraggio (1913)
- Between the Rifle Sights, regia di Edward LeSaint – cortometraggio (1913)
- The Probationer, regia di Fred Huntley – cortometraggio (1913)
- A Cure for Carelessness, regia di Fred Huntley – cortometraggio (1913)
- The Mysterious Way, regia di Fred Huntley – cortometraggio (1913)

### 1914
- Unto the Third and Fourth Generation, regia di Edward LeSaint – cortometraggio (1914)
- Tested by Fire, regia di Fred Huntley – cortometraggio (1914)
- While Wifey Is Away, regia di Fred Huntley – cortometraggio (1914)
- The Midnight Call, regia di Fred Huntley – cortometraggio (1914)
- The Fire Jugglers, regia di Edward LeSaint – cortometraggio (1914)
- The Last Man's Club, regia di Edward LeSaint – cortometraggio (1914)
- The Schooling of Mary Ann, regia di Edward LeSaint – cortometraggio (1914)
- When the Night Call Came, regia di Edward LeSaint – cortometraggio (1914)
- Reporter Jimmie Intervenes, regia di Edward LeSaint – cortometraggio (1914)
- The Squatters, regia di Fred Huntley – cortometraggio (1914)
- Footprints, regia di Edward LeSaint – cortometraggio (1914)
- Willie, regia di Colin Campbell – cortometraggio (1914)
- Who Killed George Graves?, regia di Edward LeSaint – cortometraggio (1914)
- The Making of Bobby Burnit
- The Wasp, regia di Edward LeSaint – cortometraggio (1914)
- Peggy, of Primrose Lane, regia di Edward LeSaint – cortometraggio (1914)
- The Fates and Ryan, regia di Edward LeSaint – cortometraggio (1914)
- Her Sister, regia di Edward LeSaint – cortometraggio (1914)
- One Traveler Returns, regia di Edward LeSaint – cortometraggio (1914)

### 1915
- The Lady of the Cyclamen, regia di Edward LeSaint – cortometraggio (1915)
- Retribution, regia di Edward LeSaint – cortometraggio (1915)
- The Rosary, regia di Colin Campbell (1915)
- The Clause in the Constitution, regia di Edward LeSaint – cortometraggio (1915)
- The Circular Staircase, regia di Edward LeSaint (1915)
- The Chronicles of Bloom Center, regia di Marshall Neilan - serial cinematografico (1915)
- Landing the Hose Reel, regia di Marshall Neilan – cortometraggio (1915)
- Rosemary, regia di Fred J. Balshofer, William Bowman (1915)
- The Making of Crooks, regia di William Robert Daly – cortometraggio (1915)

### 1916
- Unto Those Who Sin, regia di William Robert Daly (1916)
- The Purple Maze
- A Son of the Immortals
- It Happened in Honolulu
- The Secret of the Swamp
- The Girl of Lost Lake
- From the Rogue's Gallery
- His Mother's Boy
- A Romance of Billy Goat Hill
- The End of the Rainbow

### 1917
- God's Crucible, regia di Lynn Reynolds (1917)
- Mutiny
- Southern Justice
- The Greater Law
- The Smoldering Spark, regia di Colin Campbell – cortometraggio (1917)
- The Show Down
- Mr. Opp
- Broadway Arizona
- A Prairie Romeo
- Up or Down?

### 1918
- La scelta di Betty (Betty Takes a Hand), regia di John Francis Dillon (1918)
- The Hopper
- The Vortex
- Mlle. Paulette
- The Man Who Woke Up
- Flapjacks
- You Can't Believe Everything

### 1919
- A Taste of LifeThe Rebellious Bride
- The Silver Girl
- The Courageous Coward
- Miss Adventure
- Il marchio del passato (Mary Regan), regia di Lois Weber (1919)
- Be a Little Sport, regia di Scott R. Dunlap (1919)
- The Lost Princess, regia di Scott R. Dunlap (1919)
- Tin Pan Alley, regia di Frank Beal (1919)

### 1920
- L'infernale (The Daredevil), regia di Tom Mix (1920)
- The Third Woman
- The Honey Bee
- The House of Toys, regia di George L. Cox (1920)
- Seeds of Vengeance, regia di Oliver L. Sellers (1920)
- The Village Sleuth
- The Money Changers
- Just Out of College, regia di Alfred E. Green (1920)

### 1921
- The Road Demon
- The Lure of Egypt
- After Your Own Heart
- The Innocent Cheat
- First Love

### 1922
- Billy Jim
- Bluebeard, Jr.
- Man Under Cover
- Flaming Hearts
- Tom Mix in Arabia